# Сороки (праздник)
Со́роки, Жаворо́нки — день народного календаря у славян, приходящийся на 9 марта (22 марта). В народной этимологии название дня произошло от Сорока мучеников севастийских. По народному календарю, в этот день зима кончается — весна начинается, день с ночью меряется-равняется.
Жаворонками (куликами, тетёрками) также называли мучные изделия, как правило, булочки в виде птиц или солнца, выпекавшиеся к празднику. Они символизируют летящие к Богу души мучеников. По другой версии –  песня этих птиц напоминает молитву Севастийских мучеников Богу.

## Другие названия
Со́роки, Сорок сороко́в, Со́роки святые, Равноденствие, Жаворонки, Именины жаворонка, Кулики, Тетёрочный день (каргопол.), Сорок мучеников; укр. Сорочини; бел. Саракі, Соракі, Сарака, Саракасвятыя, Сорак мучанікаў, Сорак пакутнікаў, серб. Младенци, Празник Четрдесет мученика, Дан мученика, Змщин дан, Змиjин дан; болг. Младенци, Свето четирсет, Светото, Женска Цаца.
Ещё один распространённый тип названия праздника — «молодые», «молодожёны», «новобрачные». Названия этого типа (болг. и серб. Младенци) распространены у болгар (западная Болгария), сербов, македонцев, черногорцев.
Название «Сороки» произошло от 40 Севастийских мучеников, память которых совершается Православной церковью в этот день, однако сам праздник с 40 мучениками не имеет ничего общего.

## Традиции
Восточные славяне считали, что в этот день следует молиться перед Албазинской иконой Божией Матери: о защите православных святынь, о благодарении Бога за всё, что Он дарует людям, при беременности, во время родов.
У русских повсюду существовала вера в то, что в этот день из тёплых стран прилетают кулики и жаворонки и приносят с собой весну. «9 марта — "кулик". В этот день "путящий" жаворонок должен прилететь. Бывает, что и раньше прилетают, но те не путящие, прилетит и следнеть [замёрзнет]. Под Сороки бабы ставили лепёшки и делали из них «куликов», подобие птиц, делают их в виде летящих с хохолками» (Орловская губ.). В Белоруссии и на Украине считали, что в этот день первые птицы возвращаются из Вырия и ищут себе места для гнездования. В Гомельской области первых птиц так и называли «выреями».
В этот день вторые «Заклички» весны (по А. Афанасьеву первые — 1 марта, третьи — 25 марта по ст. ст.).
По народным поверьям, хозяйство, в котором есть гнездо ласточки, будет счастливым.
На Евдокию-капельницу, весенницу (1/14 марта), а затем на Герасима-грачевника (4/17 марта) пекли «грачиков». А на Сороки и на пятой неделе Великого поста (включающей «Мариино стояние» и чтение Акафиста Богородице), пекли жаворонков (кое-где «куликов», «воробушков» или «орешки») из разной муки, в большинстве случаев с распростёртыми крылышками, как бы летящих, и с хохолками, а также птичек на гнёздышках. Гнёздышки с яичками тоже из теста. К изготовлению жаворонков охотно допускались дети. Когда жаворонки готовы, несколько птичек сажали на подоконник, а окно открывали. Кроме жаворонков из пресного теста пеклись большие блины и хорошо подсушивались; их звали «преснушками». Пекли жаворонков из кислого теста. Птичек раздавали детям, и те с криком и звонким смехом бежали «закликать» жаворонков, а с ними и весну. Для этого печёных жаворонков прикрепляли к длинным палкам и выбегали с ними на пригорки или насаживали птичек на плетни и, сбившись в кучу, что есть силы кричали:

Жаворонки, прилетите,

Студёну зиму унесите,

Тёплу весну принесите:

Зима нам надоела,

Весь хлеб у нас поела!— (Воронеж. губ.)
Говорили: «Весна-красна, на чём пришла? — На сохе, на бороне, на овсяном снопу, на ржаном скирду». С куликами кувыркались на соломе и приговаривали: «Кулики-жаворонушки, летите у в одонушки, пашаничку клевать, куколь выбирать». Забираясь на сарай, забор или подбрасывая печенье, ребятня зазывала весну: «Солнышко-вёдрышко, выгляни в окошко. Солнышко, нарядись, Красное, покажись! Пошли нам, Господи, тёплого лета, урожайного года и побольше света!».
Обряд «кликанья» весны сопровождался специальными песнями — веснянками.
После печёных птичек обычно съедают, а головки их скармливают скотине или отдают матери со словами: «Как жаворонок высоко летал, так чтобы и лён твой высокий был. Какая у моего жаворонка голова, так чтобы и лён головастый был». В Воронежской губернии жаворонков оставляли скоту, Богу, первому встречному, детям. В с. Петино Хохольского района пекли сорок жаворонков и все надо было раздать прохожим людям. Куличи бросали через сарай. Считалось, куда упадёт кулич, в какую сторону укажет, туда девушка и выйдет замуж.
С помощью подобных птичек на Жаворонки выбирается семейный засевальщик. Для этого в жаворонок запекается монета, лучинка и пр., и мужчины, независимо от возраста, вытаскивают себе печёную птичку. Кому выпадает жребий, тот и разбрасывает первые пригоршни зерен во время начала посева.
В Каширском районе Воронежской области блины пекли, оладьи. Пышки делали как сороки, хвост кверху или типа крестика, а внутрь клали денежку на счастье.
Известные «заклички» порой поражают своей архаичностью, а одна из записей стала настоящей сенсацией, ибо в ней упоминается древнее имя одного из славянских языческих богов. Запись была сделана на Украине в Волынской области в 1965 году. В песне говорится о соловье, которого Дажьбог посылает исполнить ответственную миссию:

| Оригинал Ой ти, соловейку, ти, ранній пташку, Ой, чого так рано з вир’їчка вийшов? Не сам вийшов, Дажбог мене вислав З правої ручейки, i ключики видав: З правої ручейки — літо відмикати, З лівої ручейки — зиму замикати <…> | Перевод с укр. Ой ты, соловушка, ты, ранняя пташка, Ой, что так рано с Вырия вышел? Не сам вышел, Дажбог меня выслал С правой рученьки, и ключик дал: С правой рученьки — лето отмыкать, С левой рученьки — зиму замыкать <…> |

На Сороки хозяйки пекли из ржаной или овсяной муки сорок шариков («орехов») — «сороки святые — колобаны золотые» и по одному шарику выбрасывали каждый день за окошко, приговаривая:

Мороз, красный нос,

Вот тебе хлеб и овёс,

А теперь убирайся,

Подобру-поздорову!

Верили, что мороз, наевшись хлебных шариков, уйдёт до следующего года и не станет мешать в посевных весенних работах.
На Переяславщине в этот день девушки варили сорок вареников с творогом и угощали парней — «чтобы мороз любисток не побил».
На Сороки сельские мальчишки выбегают рано босые на двор и стараются перебросить через кровлю сорок щепочек.
Сороки в Каргополье зовётся Тетёрочным днём: завивают, пекут кружевное тесто — в честь «солнышка-высоколнышка златокудрого» и весеннего равноденствия.
Очевидец этого праздника в Гомельском уезде в 1880-х годах этнограф Зинаида Радченко вспоминала: «Девушки собираются вечером по окончании своих работ и становятся группами на берегу реки, а если нет реки или озера, то за деревней, на площадке, иногда же на взгорке. Эти группы устанавливаются на далеком расстоянии одна от другой; когда одна группа закончит свой куплет и едва стихает её последняя нота, тогда в отдалении другая группа продолжает свой куплет». Далее этнограф замечает: «Веснянки отличаются от всех других песен своим припевом, вроде ауканья (в середине песни), что звучит очень красиво, когда песня раздаётся в лесу, пронесётся по весеннему разливу и откликнется далеким эхом. Не указывает ли это на очень старинное происхождение веснянок?».
В полесских сёлах спрашивали в этот день под окном: «Где твои куры несутся?» (полес. Дзе твои куры несуцца?), на что надо было ответить: «Дома».
У сербов в этот день принято убирать дом и двор, а мусор сжигать. Через огонь все домашние должны прыгнуть по три раза. В некоторых местностях юноши и девушки накануне собираются, после полуночи разжигают огонь, прыгают через него, поют и играют до зари. На заре все вместе идут набрать веток вербы, с которыми возвращаются домой. Придя домой, ударяют ветками всех домочадцев, приговаривая: «Чтобы был здоров, как бык, чтобы был быстр, как олень, чтобы был упитанным, как свинка, чтобы рос, как верба». В Алексинацком Поморавье в день Сорока мучеников люди с утра глотали по цветку кизила, приговоривая: «Пусть я буду здоров, как кизил!» (сербохорв. Да си здрав како дрен)[страница не указана 3251 день]. В этот день молодые, прожившие совместно менее года (сербохорв. младенци), в своём доме принимают гостей, которые приносят подарки, калачи (оладьи) из пшеничной муки, помазанные мёдом, стараются помочь советом и хвалят молодых. Калачи символизирует ладную и сладкую жизнь супругов. Хозяева показывают своё мастерство и ловкость, как умеют принимать гостей, вести беседу. Все женщины в этот день пекут 40 калачей, но первые отдают молодым, и лишь затем детям.
По представлениям жителей Карпато-Балканского региона, в этот день пробуждаются змеи и насекомые; у болгар сохранилось предание, что в этот день прилетают аисты, у македонцев — ласточки.
В Софийском округе Болгарии в день Сорока мучеников дети выходят за село с маленькими хлебцами и скатывают их с пригорка со словами: «Откатывайся, зима, прикатывайся, весна».